# Рычагов, Андрей Валерьевич (хоккеист)
Андрей Валерьевич Рычагов (25 августа 1982, Самара, СССР) — российский хоккеист, левый нападающий.

## Карьера
Воспитанник хоккейной школы СКА. В начале карьеры выступал за петербургские клубы СКА-2, СКА, «Спартак», затем выступал за ХК МВД, «Липецк» и воскресенский «Химик». В сезоне 2008/09 вновь выступал за СКА. Сезон 2009/10 провёл в «Югре», где стал победителем Высшей лиги 2009/10. Сезон 2010/11 начал в саратовском «Кристалле». 
Сезон 2020/2021 во французском клубе «Пионеры Шамони». Там он стал лучшим бомбардиром команды, попав в топ-5 лучших игроков чемпионата.
В конце мая 2021 года вернулся в Россию и подписал контракт с «Динамо СПб».
С 2022 года игрок французского клуба «Мюлуз».